# Bibliotheksverwaltung
Die Bibliotheksverwaltung umfasst alle Arbeitsvorgänge, die zum Betrieb einer Bibliothek notwendig sind. Dazu  zählen Erwerbung, Katalogisierung, Einarbeitung, Bestandsvermittlung und die Bibliotheksverwaltung im engeren Sinne.

## Erwerbung
Die Erwerbung dient der planvollen Ergänzung des Bestandes einer Bibliothek. Relevant sind hier die folgenden Gebiete:
- Material für die Begutachtung (Prospekte, Titelkartenservice, Bibliographien, Rezensionen).
- Bestandsprofil, Desiderate, Referenzwerke, Bibliothekskommission, Ansichtsbücher.
- Lieferanten, Lieferkonditionen, Bibliotheksrabatt, Rückgaberecht, Subskription,
- Abonnement/Fortsetzung, unverlangte Zusendungen.
- Kauf, Tausch, Geschenke, Nachlässe.
- Vorakzession, Bestellung, Laufzettel, Bestellkartei, Mahnen.
- Bestandspflege, Deakzession, Makulierung.

## Einarbeitung
Die Einarbeitung eines Buches bzw. Mediums in den Bestand einer Bibliothek umfasst die folgenden Gebiete:
- Überprüfung der Lieferung, Laufzettel, Inventarisierung, Stempeln.
- Technische Buchbearbeitung: Signieren, Foliieren, Bucherhaltung, Buchpflege.
- Zeitschrifteneinarbeitung: Kardex,  Software, Stempeln, Zusammentragen, Buchbinder, Endbearbeitung des Jahrganges.
- Aussonderung, Abschreiben, Verkauf, Auslage, Verschenken, Dublettenliste.

## Bestandserschließung
Die Erschließung eines Buches bzw. Mediums gewährleistet, dass die Benutzer es im Bestand einer Bibliothek finden. (vgl. auch Erschließung in der Dokumentation)
- Formalerschließung: Titelaufnahme, Regelwerk, Verbundteilnahme.
- Sacherschließung: Systematisieren, Klassifikation, Thesaurus, Verschlagwortung.

## Benutzung
Neben der Erschließung gewährleistet eine ganze Reihe von Services (Benutzungsdienste), dass der Bestand einer Bibliothek optimal genutzt werden kann und allen Benutzern zur Verfügung steht.
- Bibliothekskataloge
- Aufstellung, Leitsystem, Aufräumen, Revision, Buchsicherung.
- Benutzungsbedingungen, Benutzungsordnung, Ausleihe, Verbuchung, Stellvertreter, Vorbestellung,  Mahnen, Sonderrechte, Sonderregelungen.
- Bibliotheksführung, Anleitungen, Neuerwerbungs-Liste.
- Zeitschriften: Präsentation, Rundlauf, Binden.
- Service: Auskunft, Kopieren, Besorgung aus anderen Bibliotheken, Kooperation mit anderen Bibliotheken, Fernleihe, Subito
- Raumplanung, Umzug.

## Bibliotheksverwaltung im engeren Sinne
Die Bibliotheksverwaltung umfasst die Verwaltungsvorgänge, welche zur Führung der Bibliothek als Institution und ihrer Zukunftssicherung notwendig sind.
- Planung.
- Etatverwaltung, Rechnungsbearbeitung, Gebühren.
- Mitarbeiterverwaltung, -einweisung.
- Berichtswesen, Statistik(en).
- Bibliothekstechnik, Bürotechnik, EDV, Software.
- Sicherungsmöglichkeiten und -routinen.